# Georges Herman Wilmart
Georges Herman Wilmart est un maître écrivain bruxellois, né en 1623 dans cette ville et mort peu après 1687. On connaît une petite vingtaine de manuscrits signés de sa main.

## Biographie
Il est né le 16 avril 1623 à Bruxelles, paroisse de la Chapelle, de Baudoin de Wilmart et d’Isabelle Cnops. Son parrain fut Georges, comte de Swartenberg et sa marraine Isabeau marquise de Bergues. Le nom de son maître en calligraphie n’est pas connu.
On connaît trois paiements de la Trésorerie de la Ville de Bruxelles à lui faits pour travaux d'écriture, deux en 1670 et un de 1687. Cette trace est la dernière qu’on possède le concernant ; on peut supposer qu’il est mort peu après, à plus de 64 ans.

## Œuvres

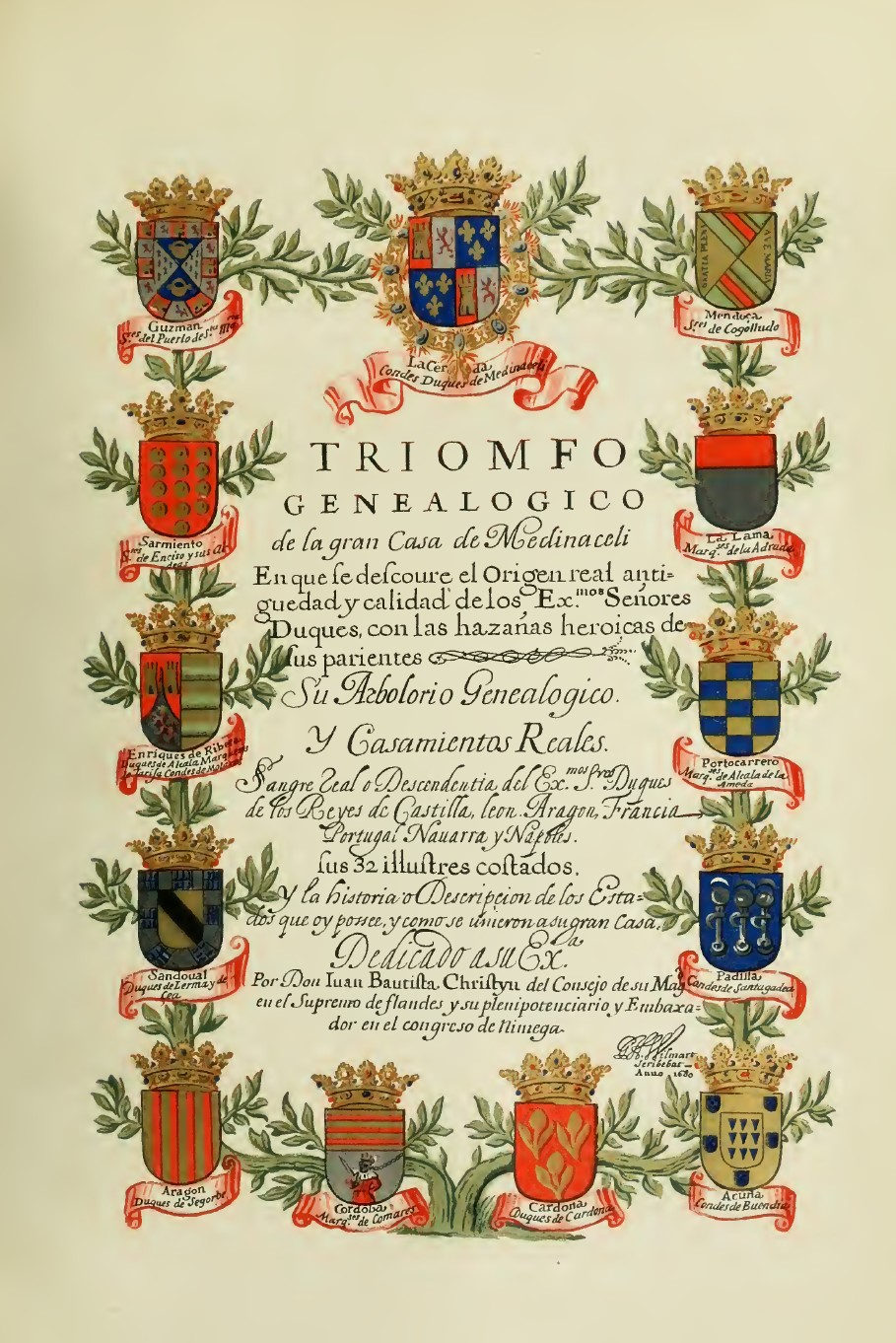
Page de titre du Triomfo... écrit par Wilmart à Bruxelles, 1680.

Les manuscrits signés par Wilmart sont datés entre 1640 et 1683. Parmi eux, on remarque quatre grands manuscrits généalogiques (consacrés aux maisons d’Arenberg, de Ligne, de Medinaceli et de Nassau). Par ordre chronologique :
- Sentenze e versetti de salmi da servirsi per aspirationi et in tutte le principali attione del giorno, compost. da suor Paola Maria del Jesu Crucifisso, Carmelitane Scealze dedicato all’imperator Ferdinando, anno 1640. Escritto en Brusela da G.-H. Wilmart. Manuscrit sur vélin, 16°, 60 f. écrit à l’encre rouge en latin et en italien, lettrines, culs-de-lampe, dessins à la plume en pleine page (portrait de l’empereur Ferdinand, instruments de la Passion, Saint-Sacrement). Reliure ancienne en veau raciné. Bruxelles BR : II.2117. Cf. Van den Gheyn p. 65-66, Cat. Brabant 1935 no 80, Cat. Boutourlin 1831 no 212.
- [Suite de 12 miniatures peintes sur papier, relatives à la vie d’Anne de Saint-Barthélemy, carmélite ayant vécu dans la mouvance de sainte Thérèse d’Avila]. Chaque miniature est accompagnée d’un quatrain, le dernier porte la signature G. H. Wilmart scripsi. Recueil probablement composé vers 1640, pour le Couvent des carmélites d’Anvers. Madrid, Couvent des Carmélites déchaussées[1].
- Esercitio manuale con L. Esame e Resto per la sera. Scripsit Georgius Hermanus Wilmart Bruxellensis 1653. Écrit sur vélin avec plusieurs dessins à la plume. Bruxelles BR : II.4702. Cf. Van den Gheyn p. 66, Cat. Bruxelles 1935 no 81.
- Recueil de modèles d’écriture (gravé ?), contenant p. 19 une page signée Wilmart et datée 1653. Bruxelles BR : II.3451. Cf. Van den Gheyn p. 66.
- Preces familiares quibus olim solebat uti imperator Carolus Quintus. Georgius Hermanns Willmart Bruxellensis scripsit anno 1657. Manuscrit sur vélin en latin à l’encre de couleur et à l’or. 15 cm, 40 f. Bruxelles BR : ms. 1766. Cf. Cat. Rodd 1850, n° 745.
- Livre de prières contenant plusieurs devotes oraisons qu’un bon chrestien peut employer au service de Dieu. Manuscrit 4°, 46 f. en lettres rondes et bâtardes, pages encadrées à l’or, lettrines et culs-de-lampe, avec 5 miniatures. Relié en maroquin noir et doré sur tranches. Au f. 3 : Bruxelles. Escrit par Georges Herman Wilmart l’an 1658. Paris BNF (Mss.) : ms. latin 10569. Cf. Portalis 1897 p. 485 et Van den Gheyn p. 64-65.
- Regulen, statuten ende privilegien der Cellenbrueders van St. Augustinus regel [Bruxelles], verleend door de paus van Rome. Manuscrit de parchemin, 24 f., 25 cm, écrit par G. H. Wilmart à Bruxelles, 1658. Avec 3 illustrations. La Haye KB : 70 H 64. Prov. coll. J. D. Lupus, 1823.
- L’Exercice et pratique journalière du Chrestien... A Bruxelles, escrit par George-Herman Wilmart, 1660. 12°, 160 f., relié en chagrin noir à fermoirs d’argent. Manuscrit sur vélin en lettres rondes, avec encadrements à l’or à toutes les pages, et fleurons en grisaille et or et trois miniatures à pleine page dans lesquelles sont représentés l'archange Saint Michel, la Sainte Cène et l'Annonciation. Les titres sont en rouge ou en or et les têtes et les fins de chapitres sont ornées de dessins et de culs-de-lampe. Cf. Portalis 1897 p. 484-485. Cat. Yemeniz 1865 no 79, Cat. Yemeniz 1867 no 79, Cat. T. de M. 1897 no 9.
- Officium beatae Mariae virginis, scribebat G. H. Wilmart 1667. 186 p. Non localisé.
- Préparatif de l’histoire de la maison d’Arembergh. Manuscrit de 461 p. sur parchemin, 27 cm, écrit par G. H. Wilmart, 1660. Contient des armoiries et des décorations à la plume. Bruxelles BR : ms. III 1668(1).
- Préparatif de l’histoire de la maison de Ligne. Manuscrit de 357 p. sur parchemin, 27 cm, écrit par G. H. Wilmart, 1660. Contient des armoiries et des décorations à la plume. Bruxelles BR : ms. III 1668(2).
- Recueil de modèles d’écriture (gravé ?), contenant p. 20 une page signée Wilmart et datée 1669. Bruxelles BR : II. 3546. Cf. Van den Gheyn p. 66.
- Memoria espiritual de devotas y contemplativas oraciones y otras Christianas devociones. Manuscrit de 116 f. sur parchemin, écrit par G. H. Wilmart, en espagnol, Bruxelles, 1673. Avec f. liminaires, bandeaux, blasons enluminés, lettres ornées, gouaches à pleine page. London V&A Museum : inv. MSL/1894/1760. Cf. Watson 2011 vol. III n° 193.
- Geslachtskundige triomf van het verheven Huis van Nassau. Manuscrit généalogique écrit par Wilmart en 1673 ayant appartenu à la collection des princes d’Oranje. Non localisé (voir la source).
- Office de la Vierge Marie. Manuscrit de [4]-137-[6] p. sur vélin, daté 1673. Texte en ronde et en italique. Capitales en rouge et bleu, bandeaux à décor de feuillages, culs-de-lampe et ornements divers, encadrements à l’or à plusieurs pages. Une enluminure de la Visitation est placée en tête du volume. Dans le commerce en 2011 (vente Alde, 23 septembre 2011).
- Exercice spirituel pendant la sainte messe, avec d’autres prières pour la confession et la s. communion. Ecrit par G. H. Wilmart. A Brusselle, 1675. Manuscrit sur parchemin, 10 cm, 66 p. avec bandeau et miniature. Bruxelles BR : ms. III 1779.
- Triomfo genealogico de la gran Casa de Medinaceli en que se descovre el origen real antiguedad y calidad de los Exmos Señores Duques, con las hazañas heroicas de sus parientes, su arbolorio genealogico y Casamientos Reales, San gre Real o descendentia de Exmos. Srs. Duques de los Reyes de Castilla, Leon, Aragon, Francia, Portugal, Navarra y Napoles.. G. H. Wilmart scribebat anno 1680. Décrit dans Paz y Mélia 1922 p. 24. Tolède, Archivo Ducal de Medinaceli.
- Livre des diverses sortes d’écritures les plus usitées en la chrétienté, écrites par G.-H. Wilmart à Bruxelles, l’an 1683. Recueil gravé de 25 modèles d’écritures et de deux tableaux de capitales, avec lettrines et culs-de-lampe. Bruxelles BR : II.473. Cf. Van den Gheyn p. 65.

Wilmart a également écrit une partie des recueils d'emblèmes élaborés par les Jésuites de Bruxelles en 1657, 1658, 1659 et 1661 ; peut-être même est-il le scribe des recueils entiers de 1660, 1664 et 1673.